# ローハン
ローハン（Rohan）は、J・R・R・トールキンが創作した中つ国を舞台とする伝説体系に登場する、架空の人間の王国。
「馬乗り人」ロヒアリム（ロヒルリム）たちによって知られるローハンは、騎兵によって同盟国ゴンドールを支援する。その国土の大半は草原である。ロヒアリムは自らの国土をマーク（Mark）、あるいは騎士国（リダーマーク、Riddermark）と呼ぶとされるが、この名はトールキンが住んでいたイングランド西部に存在した歴史上の王国マーシアを想起させる。
トールキンはローハンを描写するにあたり、馬の利用を除くあらゆる点において、アングロ・サクソン人の伝統、詩歌、言語（特にマーシア方言）を要素として参考にした。トールキンはローハンの言語と名前に古英語を用い、ローハン語の翻訳であると称した。いっぽうでセオデン王の王宮メドゥセルドは、ベーオウルフ叙事詩の王宮ヘオロットを原型としている。
『指輪物語』の作中におけるローハンは、角笛城の合戦における魔法使いサルマンとの戦い、そしてクライマックスとなるペレンノール野の合戦というように、戦闘面で中心的な役割を果たす。セオデン王はロヒアリムを率いてモルドールの軍勢を打ち破り、彼の愛馬が斃れたときに死ぬが、その姪エオウィン姫が指輪の幽鬼の指揮官たるアングマールの魔王を滅ぼすことになる。

## 作中において

### 語源

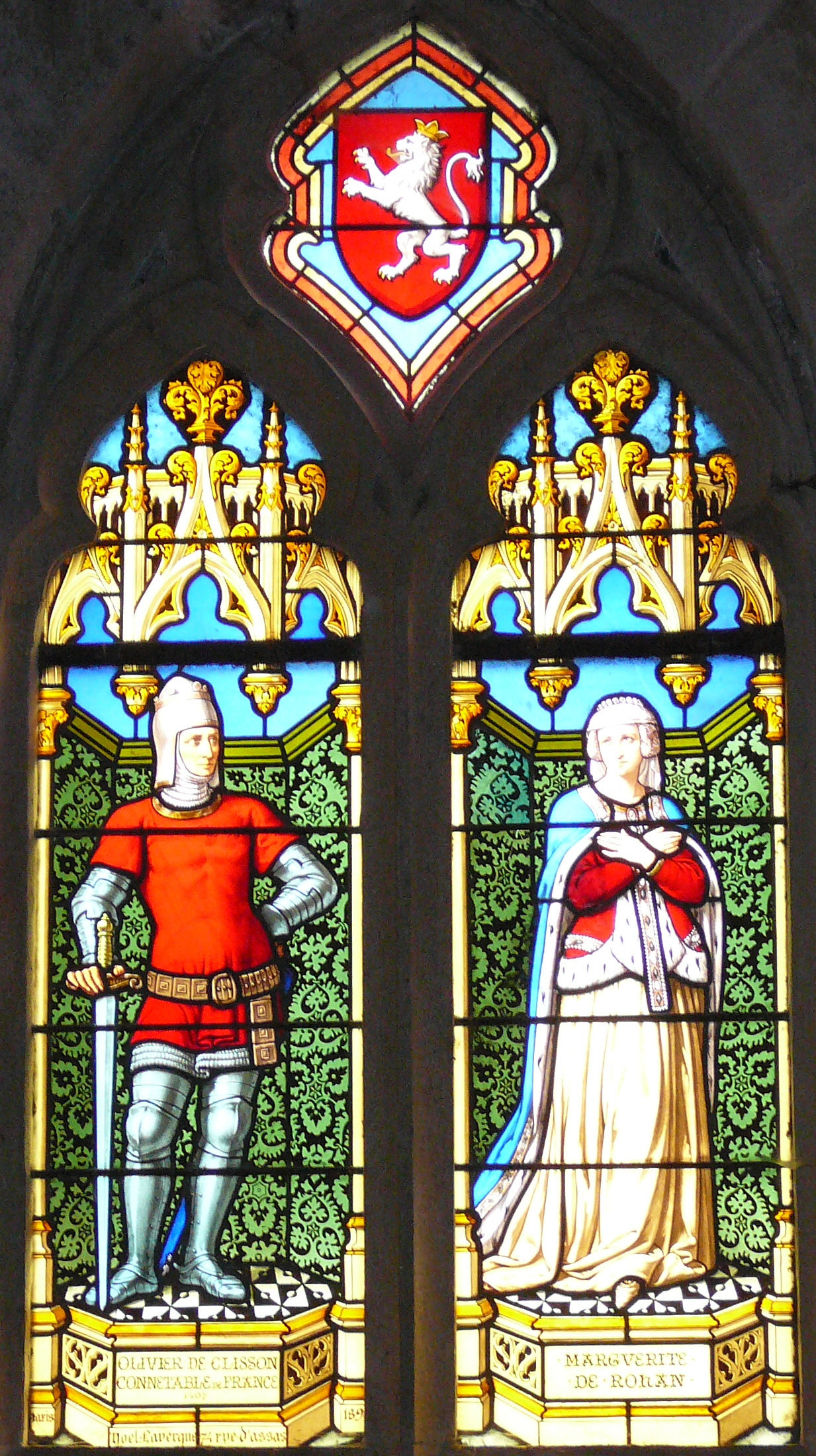
マルグリット・ド・ロアン（1330-1406）と夫のクリソン城守を描いたステンドグラス。トールキンが表明するところでは、作中のローハン（Rohan）と、このブルターニュの貴族ロアン（Rohan）家との間に関連はない。

送られなかった手紙にあるトールキン自身の説明によれば、創作内と現実との双方における「ローハン」の語源は以下の通りである。 
「Rohan」は、「Rochand」が後代に有気音化したものだと述べられている（III 391, 394）。これはエルフ語で「乗馬用の駿馬 swift horse for riding」を意味する「*rokkō」（クウェンヤ：rocco、シンダリン：roch）に、土地の名前にしばしば使われる接尾辞（べレリアンド Beleriand、オッシリアンド Ossiriandなどが好例）を加えたものである。……
「Rohan」といえばブルターニュのよく知られた名前で、古く誇りある強力な一族ロアン家（House of Rohan）より出たものである。私はそれを知っていたし、その形を好んでもいたが、エルフ語の馬関連の単語を（ずっと前に）考案してもおり、馬乗りたちに占有されてからのマーク（以前は「大きな緑の地域」を意味する「カレナルゾン」と呼ばれた）に対する後代のシンダリンの名前として、「Rohan」が言語的状況において適切なものになり得るように見えたのである。ブルターニュの歴史は、エオルの家の子にいかなる光も投げかけはしないであろうが。……—J・R・R・トールキン、Letter 297

### 地理
ローハンは、トールキンの中つ国にある内陸の王国である。その田園は牧草地帯と丈高い草原からなる、風に吹きさらされる地である。牧草地は「沢山の隠れた水たまりや、一面に菅が波打っている危険な湿地帯」を含む。カレン・ウィン・フォンスタッドが計算するところによれば、ローハンは52,763平方マイル（136,656平方キロメートル）の国土を有し、これはイングランドよりわずかに大きい。

第三紀におけるローハン、ゴンドール、モルドールの簡易な地図。

#### 国境
ローハンの北方の境界は、エントの木の鬚の国であるファンゴルンの森およびロヒアリムが「長き川」と呼ぶ大河アンドゥインであり、北東方ではエミン・ムイルの壁（崖）であった。指輪戦争の後、国土は白光川を北に越え、ロスローリエンの国境まで拡大した。東方ではエント川の三角州と、ロヒアリムにはスンレンディングとして知られるゴンドール領アノリアン（アノーリエン）との境界メリング川が国境である。南方の境は白の山脈（エレド・ニムライス）が横たわる。西方の境はアドーン（アドルン）川とアイゼン川であり、ローハンと褐色人の国との国境を成す。北西方はちょうど霧ふり山脈の最南端にあたり、指輪戦争時には堕ちた魔法使いサルマンが拠った古代のオルサンクの塔を囲むアイゼンガルドの城壁が位置する。霧ふり山脈と白の山脈が近づく西方国境地域は、ローハン谷としても知られている。

#### 王都
ローハンの王都は、白の山脈の谷間の丘を占める城塞都市エドラスである。「エドラス」の名は古英語で「囲い地（enclosures）」を意味する。エドラスの町は青年王エオルの息子であるローハンの第2代国王ブレゴが建設した。エドラスのある丘は馬鍬谷（社谷）の谷間の入り口に造られた。町の手前には雪白川が流れ、東方のエント川へと連なる。町は木製の高い壁によって守られていた。

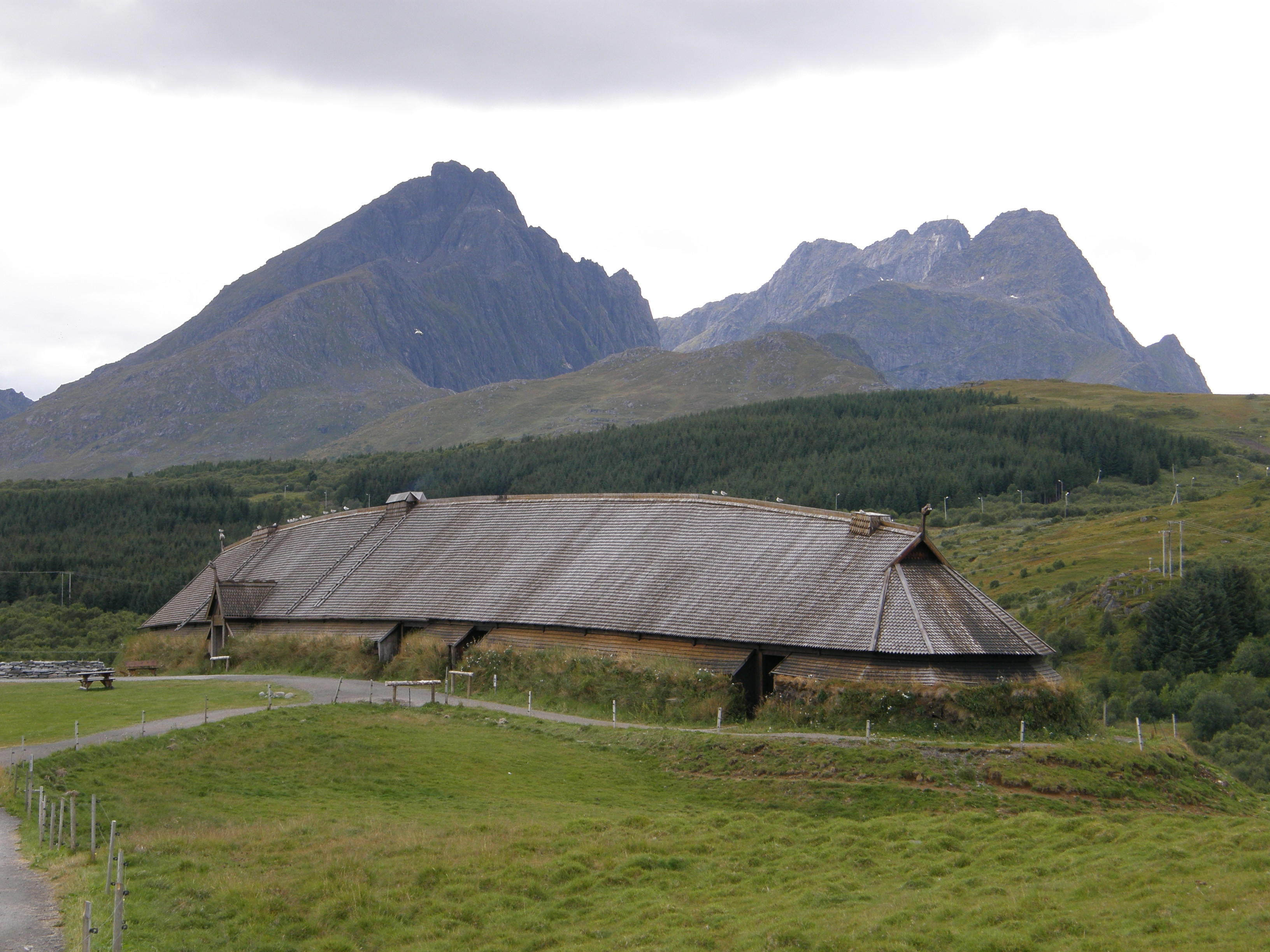
ノルウェーのBorgにあるミードホール。

ローハン王の住まう黄金館メドゥセルドは、丘の頂上、町の中心に位置する。「メドゥセルド（Meduseld）」は古英語で「ミードホール（mead hall）」を意味し、同じ意味の不明なローハン語の単語の翻訳である。メドゥセルドは、ベーオウルフ叙事詩に登場するミードホール、すなわち遠くからは金色に見える茅葺きの大きな城館ヘオロットをベースとしている。その壁はロヒアリムの歴史と伝説を描いたタペストリーで華やかに飾られ、王とその親族の家として、王と相談役たちの会議場として、あるいは式典や祝祭の際の集会場として用いられている。ガンダルフとアラゴルン、ギムリ、レゴラスの4人は、このメドゥセルドでセオデン王と対面する。レゴラスはメドゥセルドを、ベーオウルフ叙事詩の一節「líxte se léoma ofer landa fela.」を直接翻訳した「The light of it shines far over the land（その光は一帯に輝き渡っていますよ）」という言葉で表現している。館の描写には、1889年のウィリアム・モリスの著作「The House of the Wolfings」に由来する、煙出しを持つという時代錯誤的な表現がある。

#### 他の居住地
エドラスから雪白川を馬鍬谷（やしろ谷）の奥へと遡ると、川上、下馬鍬（やしろ下）といった村落がある。白の山脈にある馬鍬砦（やしろ岡。英語ではDunharrow。古英語で「丘の上の異教の神殿」を意味するDûnhaergに由来する）の頂上、フィリエンフェルドは避難所となっている。また、アルドブルグは東谷（イーストフォルド）の首府で、青年王エオルが始めに居住地を置いた土地である。西部地域を守る主要な城塞である角笛城は、白の山脈の谷間であるヘルム峡谷に位置する。

#### 地域
マークとも呼ばれるローハンの王国は、東マークと西マークの2つの地域に分かれる。両地域は、それぞれ軍団長の指揮下にあった。ローハンの王都エドラスは、王国の中央南方、小さくも人口の多い地域である谷地（フォルデ）に位置する。初期の構想では、ローハンの主要地域は「王の土地」と呼ばれており、谷地はエドラスの南東にある小地域であった。谷地の北では、雪白川とエント川に沿って東マークと西マークの境界が引かれている。それ以外のローハンの人口のほとんどは、谷地の両側にあたる白の山脈のふもとに広がって居住する。西マークでは、西谷（ウェストフォルド）が山脈に沿ってヘルム峡谷（西マークの防衛拠点）とローハン谷まで続く。ローハン谷を越えた先は西境であり、王国の最西部の国境地帯である。東谷は白の山脈に沿った反対方向、東マークに広がっている。その境界は北方ではエント川、東方国境地帯は沼地（フェンマーチ）と呼ばれ、その向こうはゴンドールの領土であった。
ローハンの中央部は、エント川によって東エムネト（イーストエムネト）と西エムネト（ウェストエムネト）とに分かたれた広大な草原である。これらの地域はそれぞれ東マークと西マークに含まれる。ローハンの領域の最北部にしてもっとも人口希薄な地域は高地（ウォルド）である。さらに北方にあたるケレブラントの野は、指輪戦争ののちにローハンに加えられた。

### 文化

#### 民族

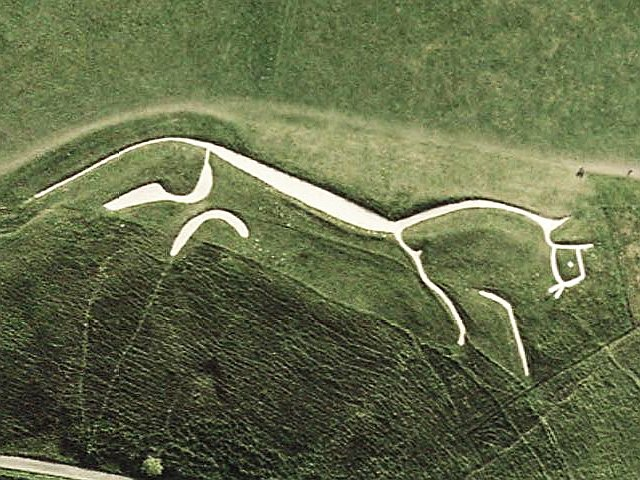
「アフィントンの白馬」。トールキン研究者トム・シッピーによれば、エオル王家の象徴「緑地に白い馬」の由来となった。

ゴンドールのドゥーネダインとロヒアリムとは、先祖を同じくする遠い縁戚である。しかし啓蒙され高度に文明化された存在として描写されているゴンドール国人とは異なり、ロヒアリムは啓蒙の程度は低いように描かれている。
ローハン文化の名前と詳細は、ゲルマン文化、特にトールキンがよく親しんだアングロ・サクソン人と古英語に由来する。アングロ・サクソン時代のイングランドはヘースティングズの戦いでノルマン人の騎兵隊に敗れたが、いくらかのトールキン研究者は、ロヒアリムは「馬乗りの文化」を持ち侵攻を撃退できたアングロ・サクソン社会というトールキンの理想を具現化したものではないかと推測する。トールキン研究者トム・シッピーは、トールキンはイングランドの草原に白亜で刻まれた「アフィントンの白馬」からエオル王家の象徴である「緑地に白い馬」を生み出したと注釈している。

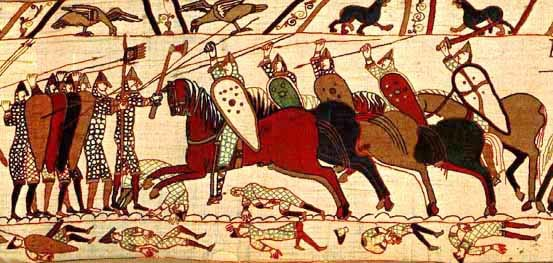
トールキンによれば、バイユーのタペストリーの様式はロヒアリムに「充分に」合致している。

トールキンは、ロヒアリムの文化と言語をアングロ・サクソン人のそれに似せつつも、その祖先にはゴート人の要素を与えた。ロヴァニオン王家（ロヒアリムの先祖）の名前には、ヴィドゥガヴィア、ヴィドゥマヴィ、ヴィニサールヤといった、ゴート人に原型を持つものが含まれている。特にヴィドゥガヴィアは、536年から540年まで東ゴート王だったウィティギスの名の類義語である。これについてトールキンは、現実世界における古英語とゴート語の関係に相似させたものだと語っている。
中つ国の服飾についての読者の質問に対し、トールキンはこう答えている。
ロヒアリムは、我々が思うところの「中世風」ではなかった。「バイユーのタペストリー」（イングランド由来）の様式は、兵士たちが身につけるテニスネットのようなものが小さな輪からなる鎖かたびらの不器用な慣習的記号でしかないことを思い起こすならば、充分に適合している。

#### 馬と軍事

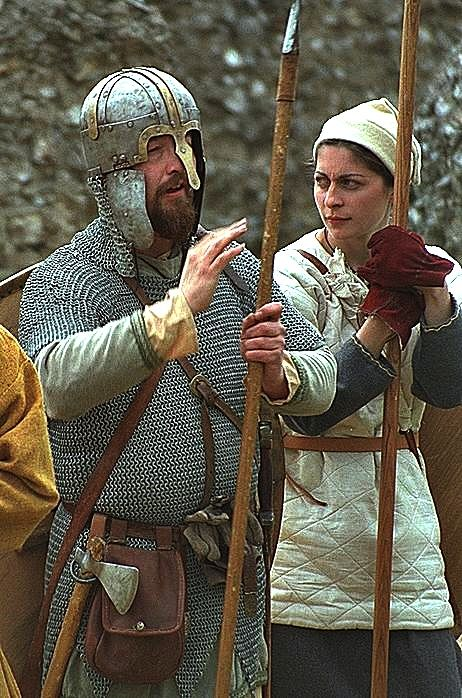
アングロ・サクソン人の武器と鎖かたびら。

ローハン軍は、騎乗兵が多くを占めていた。基本的な作戦単位は古英語で「騎兵部隊」を意味するエオレドであり、指輪戦争の当時には形式上120騎で構成されていた。
戦時には、義務を果たしうるすべての男子がローハンの召集軍に加わった。ローハンは、ゴンドールが危機に瀕した際には救援に赴く、というエオルの誓いに忠実であり、ゴンドールは赤い矢を届けることで支援を要請した。これは古英語詩「エレーネ」に歴史的な由来があるもので、詩の中ではコンスタンティヌス大帝がフンと戦うにあたり、矢を「戦のしるし」として送ることで西ゴート族の騎馬軍を召しだしている。またゴンドールは、ミナス・ティリスから白の山脈に沿ってローハン国境まで、アモン・ディン（アモン・ディーン）、アイレナッハ（エイレナハ）、ナルドル、エレラス、ミン＝リンモン、カレンハド、ハリフィリアン（ハリフィリエン）の7箇所の烽火台を連ねて非常を知らせるゴンドールの烽火を灯し、ロヒアリムを呼びだすこともできた。

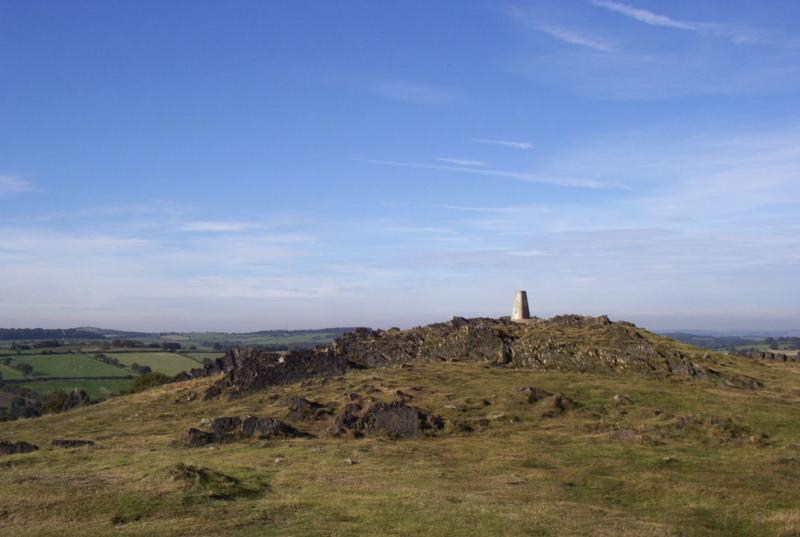
ゴンドールとローハンのあいだで使われたような烽火台は、かつてイングランドで使われていた。写真はレスターシャーにあるビーコンヒル。

指輪戦争が始まったころ、完全な召集軍は12000騎以上の騎士から成り立っていた。ロヒアリムの馬の中には、いまだかつてアルダを逍遥したなかでもっとも高貴で迅速な馬の一族、高名なメアラスもいた。国民の呼び名それ自体も、戦時平時を問わず馬と緊密な関係を持っていたためにつけられたものである。Rohirrim（より正しくはRochirrim）とは「馬の司」を意味するシンダリンであり、Rohan（あるいはRochand）は「馬の司の国」を意味した。

#### 言語
トールキンは基本的に彼らの言語を「ローハンのことば（the language of Rohan）」あるいは「ロヒアリムのことば（the language of the Rohirrim）」と呼んだ。形容詞的には「ローハン語」すなわち英語でRohirricが一般的であるが、トールキンはいちどRohaneseを用いたこともある。人間の言語の多くと同じく、ヌーメノール人の言語アドゥーナイクの同語族であり、したがって西方語（共通語）の類縁でもある。

トールキンは中つ国を、彼の神話体系の中の人々それぞれに異なるヨーロッパの言語を当てたことで偶発的に生じた言語学的パズルを解決できるようなものとして作り上げた。

ロヒアリムは彼らの母国を「リダーマーク（Riddermark）」と呼ぶが、これはトールキンが古英語Riddena-mearcを現代化した形で、その意味は『指輪物語』の索引によれば「騎士の辺境国」、あるいはÉo-marcすなわち「馬の辺境国（Horse-mark）」、あるいは単に「辺境領（Mark）」を意味する。彼らは自分たちのことを「エオルの家の子（Eorlingas）」と呼んでいた。トールキンはローハンの馬乗り人たちの言語であるローハン語として、古英語のマーシア方言を与えた。そのいずれの語句も、古英語の強い影響を残すような現代英語によって表記されている。トールキンによるこの手のやり方は、すでに出版されていた『ホビットの冒険』でドワーフたちにつけられたエッダ由来の名前を説明するときに生み出されたものである。ゲルマン語派に特別な興味を抱く文献学者であったトールキンは、英語をホビット庄で使われる中つ国の西方語（共通語）の翻訳として用いたとされるように、古英語の語句にローハン語からの翻訳という役割を与えたのである。たとえばエオレド（エーオレド、éored）、メアラス（mearas）などである。狡猾な塔を意味するアイゼンガルドの「オルサンク」、あるいは木の巨人を意味するファンゴルンの森の「エント」といったローハン語の名詞も同様に古英語で、詩「The Ruin」のなかの一節「orþanc enta geweorc（巨人たちの狡猾な仕事）」から見つけ出されたものだが、シッピーは、トールキンはこの一節を「エントの要塞オルサンク」と読みかえたのではないか、とも指摘する。
「二つの塔」第六章では、ローハンの騎士たちが登場する前に、アラゴルンによって「エルフにもドワーフにもわからぬゆっくりした言葉」でロヒアリムの言語の一節が唱えられ、レゴラスはそのレーから「死すべき定めの人間の悲しみ」を感じ取る。その詩は「ロヒアリムの嘆き」と呼ばれる。失われた過去、もはや伝説となった、ゴンドールの王国と馬の司の平和に満ちた同盟の時代の響きを再現するために、トールキンは古英語詩「さすらう者」にある短いUbi sunt（彼らはどこに？）の一節を使ったのである。
| 「The Wanderer」 92–96 | 「The Wanderer」 現代英語訳 | 「さすらう者」 日本語訳 | Lament of the Rohirrim by J. R. R. Tolkien | J・R・R・トールキン 「ロヒアリムの哀歌」（瀬田貞二・田中明子訳） |
| --- | --- | --- | --- | --- |
| Hwær cwom mearg? Hwær cwom mago? Hwær cwom maþþumgyfa? Hwær cwom symbla gesetu? Hwær sindon seledreamas? Eala beorht bune! Eala byrnwiga! Eala þeodnes þrym! Hu seo þrag gewat, genap under nihthelm, swa heo no wære. | Where is the horse? where the rider? Where the giver of treasure? Where are the seats at the feast? Where are the revels in the hall? Alas for the bright cup! Alas for the mailed warrior! Alas for the splendour of the prince! How that time has passed away, dark under the cover of night, as if it had never been. | あの馬はどこへいった？乗り手はどこに？ 宝物の贈り手はどこに？ 居並ぶ饗宴の席はどこへいった？ 広間の酒盛りはどこへいったか？ ああ、輝かしき杯よ！ ああ、鎖かたびらの戦士よ！ ああ、主君の栄華よ！ かくも時は過ぎ去った、 夜の陰に乗じて、 けして何事も起きなかったかのように。 | Where now the horse and the rider? Where is the horn that was blowing? Where is the helm and the hauberk, and the bright hair flowing? Where is the hand on the harp-string, and the red fire glowing? Where is the spring and the harvest and the tall corn growing? They have passed like rain on the mountain, like a wind in the meadow; The days have gone down in the West behind the hills into shadow. Who shall gather the smoke of the dead wood burning? Or behold the flowing years from the Sea returning? | あの馬と乗手とは、何処へいった？ 吹きならされた角笛はいまどこに？ 兜と鎧かたびらは、風になびいた明るい髪の毛は、どこに？ 竪琴をかなでた指は、赤く燃えた炉辺の火は？ 春はどこに？ 稔りの時と丈高く熟れた穀物は、どこへいったか？ すべては過ぎていった、山に降る雨のように、草原を吹く風のように。 過ぎた日々は、西の方に、影を負う山々のうしろに落ちてしまった。 燃えつきた焚木の煙を集める者があろうか？ 流れ去った年月の海から戻るのを見る者があろうか？ |

この哀歌を口ずさんだあと、アラゴルンは「今は忘れられた詩人が、ずっと昔ローハンでこう歌った。北の国から馬に乗って下ってきた青年王エオルがいかに丈高く、美しかったかを思い起こしながら歌ったものだ」と説明した。

### 歴史

#### 前史
第三紀の13世紀、ゴンドールの王はロヴァニオンの北国人と密接な同盟関係にあり、『指輪物語』作中で言われるには、第一紀における人間（エダイン）の三家（のちにドゥーネダインとなった）の同族であった。同21世紀には、そうした北国人の部族の末裔エオセオド（エーオセーオド）が存在しており、アンドゥインの谷間から闇の森の北西へと移り住んだ彼らは、龍スカサの宝物庫をめぐってドワーフと争った。
2509年、ゴンドールの執政キリオンは、リューンの人間とモルドールのオークの侵攻を迎え撃つ助けとしてエオセオドを招集した。エオセオドの国主である青年王エオルは招集に応じることとし、決戦となったケレブラントの野の戦いに不意の援軍として到着し、オークの軍勢を敗走させた。この褒賞として、エオルはゴンドールの領土であったカレナルゾンを与えられた（アイゼンガルドを除く）。

#### ローハンの王国

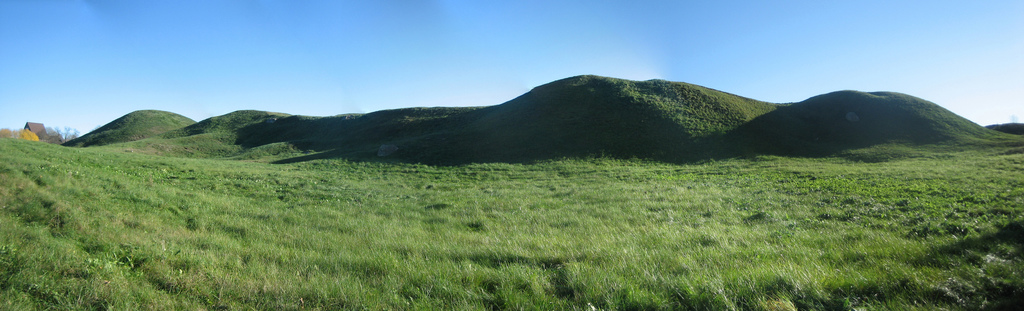
ガムラ・ウプサラにある、エドラスについての描写と同様のヴァイキングの王族の墳丘墓の列。

青年王エオルはそれまでカレナルゾンと呼ばれた地にローハンの王国を創建し、王朝はエオル王家として知られた。王たちの第一家系は249年間続き、槌手王ヘルムの死に至るまで9代を数えた。彼の王子はより早く討ち死にし、王位は甥に受け継がれてヒルドの息子フレアラフ（フレーアラーフ）が王たちの第二家系を創始し、第三紀の最末期に至るまで続いた。王たちの2つの家系は、スウェーデンのガムラ・ウプサラやイングランドのサットン・フーで見られるように、エドラスの王宮から下った先、二列の塚山に葬られた。
2758年、ローハンは、褐色国人とローハン人の混血であるフレカの息子ウルフが率いる褐色国人の侵略を受けた。槌手王ヘルムは、1年後にゴンドールと馬鍬谷からの援軍が来るまでの間、角笛城に逃れて抵抗した。時をおかずして、サルマンがアイゼンガルドを受け取り、同盟者として歓迎された。

#### 指輪戦争
指輪戦争の当時、サルマンは裏切り者の蛇の舌グリマを通して影響力を発揮し、セオデンを衰弱させた。そしてローハンへの侵略を始めたサルマンは、初期のアイゼンの浅瀬の合戦で勝利を収め、セオデンの王子セオドレド（セーオドレド）を殺害する。しかし角笛城の合戦では、ファンゴルンの森の木のようなフオルンがロヒアリムを支援し、サルマンは敗北を喫した。
セオデンは軍勢とともにミナス・ティリスへと馬を乗り進め、ペレンノール野の合戦において攻城軍を撃砕してゴンドールを助け、ハラドリムの指揮官を討ち取ったが、彼の乗馬が斃れたとき命を落とした。甥のエオメル（エーオメル）が跡を継いだ。セオデンの姪エオウィン（エーオウィン）とホビットのメリアドク・ブランディバックはアングマールの魔王を倒した。
エオメルはゴンドールの軍勢とともにモルドールの黒門へと軍を進め、黒門の合戦におけるサウロンの軍勢との戦いにくわわる。この合戦のさなか、滅びの山で一つの指輪が破壊され、戦争は終結する。エオウィンはゴンドールのイシリアン（イシリエン）の大公ファラミア（ファラミル）と結婚した。

## 分析

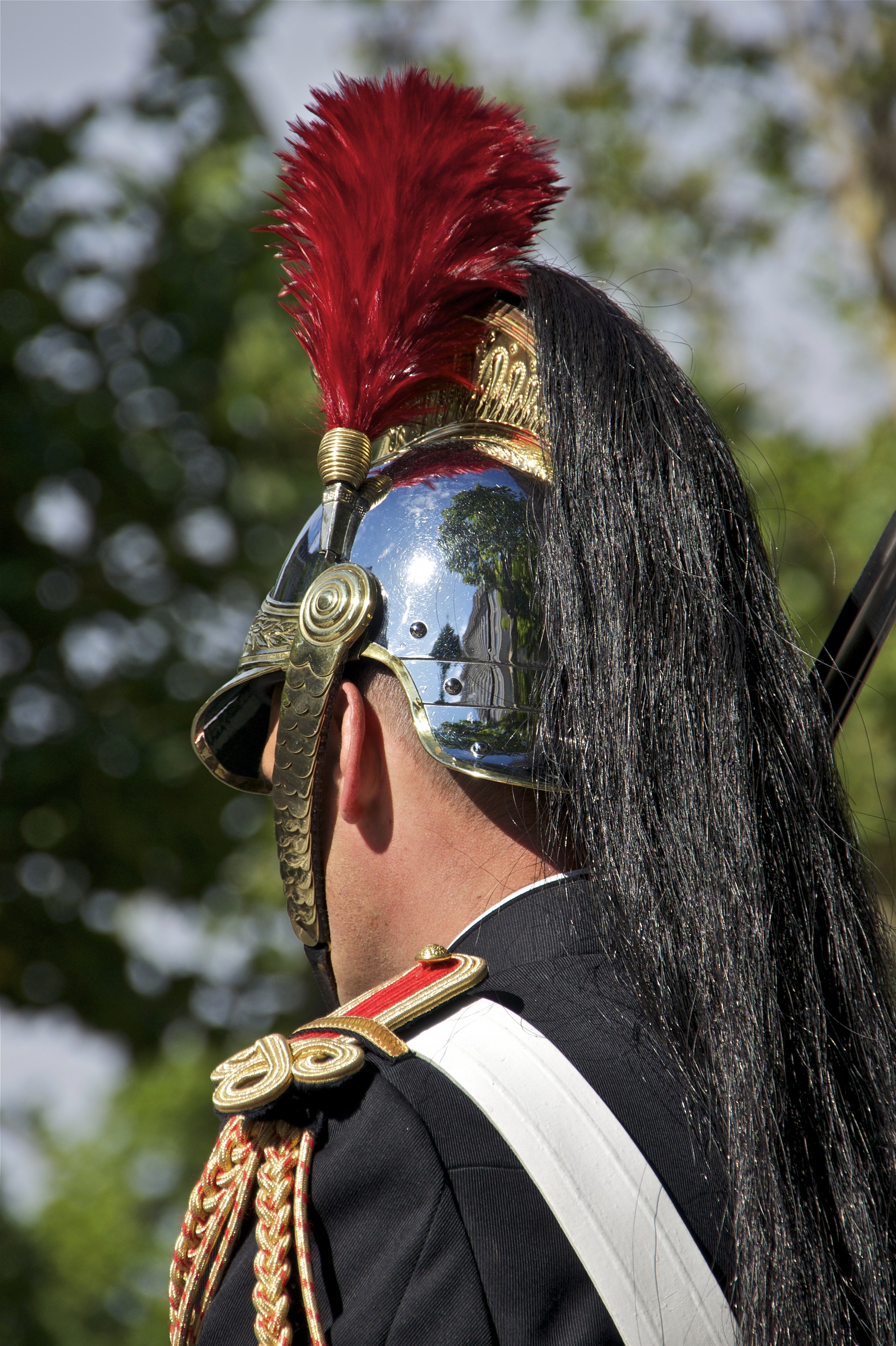
騎兵の兜飾りである馬の尾毛、パナシェ（panache。画像はフランス共和国親衛隊のもの）。シッピーによれば、ローハンの特徴でもある「突撃時の剛勇」のことも、騎兵の突撃時にこの兜飾りが見事に風に流れる姿から転じて「panache」と言うようになったという。

評論家ジェーン・チャンスは、セオデンはガンダルフによって、善良にして大胆な「ゲルマン的な王」へと変化した、と書き、古英語詩「モルドンの戦い」における「誇り高きBeorhtnoth」の失敗と対比する。彼女の見方では、騎士国（リダーマーク）の砦たるヘルム峡谷の戦いの記述において、トールキンはロヒアリムの身体的強健さを強調する。
評論家トム・シッピーがローハンの騎士たちについて注釈したところでは、古代のイングランド人（アングロ・サクソン人）とよく似ている、というトールキンの断固とした発言にもかかわらず、馬を基盤とした文化を持つという点で彼らは古代イングランド人と異なる。彼らは、自らをエオセオド（Éothéod、馬の民）と称し、騎士たちの名前にエオムンド（Éomund、エーオムンド）、エオメル（Éomer）、エオウィン（Éowyn）といった「馬」を意味するeo[h]で始まる単語を使うなど、馬と関係する多くの古英語の単語を用いている。シッピーの見地では、騎士たちの特徴的な剛勇は「panache」（「兜飾り」あるいは「勇敢さ」「粋な様子」などを意味する英語・フランス語表現）であり、エオメルの「疾駆する速さに兜につけた白い馬の尻尾をなびかせ」る姿と「突撃時の剛勇、抵抗者を一掃するような疾走」の双方を意味する、と説明している。彼は、こうしたやり方によってトールキンはローハンについて、「エオレド（騎馬部隊）」のような彼らの古英語の名と単語からはイングランド人として描くとともに、「土地に形作られたことが垣間見える異邦人」としても描写することができた、と注記している。さらにシッピーは、ローハン人の土地の呼び名である「マーク（the Mark）」（あるいは「リダーマーク（the Riddermark）」）という語は、古英語マーシア方言を母語とした人々にとってはイングランド中央部について普通用いた用語であって、発音においても表記においても、西サクソン方言の「mearc」やラテン語化した「Mercia」よりも「marc」を用いていただろうと述べている。
トールキン研究者トーマス・オネゲルは、ロヒアリムについての「馬に乗ったアングロ・サクソン人」というシッピーの表現に賛意を示し、その根拠は「アングロ・サクソン人の文学と文化に親しんだ者であれば誰にとっても非常に明らか」だと言っている。オネゲルによれば、古英語で言うÉorl sceal on éos boge, éored sceal getrume rídan（王は馬上にあり、軍団は肉体の上にある）を体現するかのような熟練の馬術も類似点である。騎士たちの社会は、アングロ・サクソン人と同様に「北方の英雄的精神」を例証するゲルマン的戦士社会である。しかし重要な事実は言語にあり、オネゲルが特筆しているのは、トールキンは西方語を現代英語に置き換えたこと、ローハンはそれと関係する古い言葉を話していたため、同様に古英語が自然に選択されたこと、1942年のトールキンの対応表は同様に谷間の国の人々の言葉にノルド語をあてていたことである。オネゲルは、これはロヒアリムが（馬に乗っているかにかかわらず）アングロ・サクソン人と同一視されるわけではないにせよ、強い関係があることを示すものであり、「トールキンと全ての中世賛美者にとってもっとも価値ある人々」にしている、と注記している。
ジェーン・チャバッタリがBBC Cultureに寄稿したところによれば、エオウィンがロヒアリムとともに戦いに臨み「すぐれた功を立てる」よりも檻に入れられることを恐れたことは、1960年代のフェミニストの反響を呼び、当時の『指輪物語』の成功に寄与したという。

## 翻案作品における描写
ピーター・ジャクソン監督による「ロード・オブ・ザ・リング」三部作では、ニュージーランドのオタゴ地方中心部にあるプールバーン貯水池がローハンのシーンに使用された。ローハンのテーマ曲にはハーディングフェーレが用いられている。エドラスについては、ニュージーランドのエレホンに近いランギタタ渓谷の上流部にあるサンデー山に完全に再現したセットが作られた。ある程度はデジタル合成の建築物もあったが、町の頂上におかれた主要な建築は実際のものであり、背景に映る山々の風景もまた実物である。ただし、黄金館のような建物の内装はニュージーランドの別の場所に作られたスタジオで撮影され、黄金館の内部にカメラがあるシーンでは、開いた扉から見える外の風景としてエドラスのセットからの映像がドア枠にデジタル合成されている。映画やDVD収録のインタビューにもあるように、撮影地は非常に強い風が吹くことで出演者やスタッフにも知られていた。撮影後、サンデー山は元の姿に戻された。